# Comines-Warneton
Comines-Warneton (franska: Comines) är en kommun i Belgien.   Den ligger i provinsen Hainaut och regionen Vallonien, i den västra delen av landet, 100 km väster om huvudstaden Bryssel. Antalet invånare är 17 802. Arean är 61 kvadratkilometer.
Terrängen i Comines-Warneton är platt.
Runt Comines-Warneton är det i huvudsak tätbebyggt. Runt Comines-Warneton är det tätbefolkat, med 683 invånare per kvadratkilometer.